# Mastachopardia dubiosa
Mastachopardia dubiosa är en insektsart som beskrevs av Marius Descamps 1967. Mastachopardia dubiosa ingår i släktet Mastachopardia och familjen Euschmidtiidae. Inga underarter finns listade i Catalogue of Life.